# 佐波郡

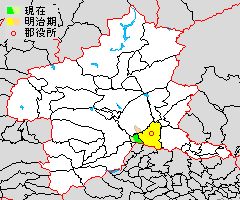
群馬縣佐波郡的範圍標示：
綠色：玉村町
淺綠色：後來從其他郡劃入的區域
淺黃色：後來被劃入其他郡的區域

佐波郡（日语：／ Sawa gun */?）是群馬縣南部的一郡。總面積面積 25.78 平方公里。2023 年 6 月統計總人口 35,461 人，人口密度達 1,376 人／平方公里。
設立于1896（明治29）年，由佐位郡和那波郡合併成立。郡名取合併前二旧郡名各一字「佐波」。
現轄有以下1町：
- 玉村町

## 行政區域
1896年（明治29年）當時佐波郡的範圍，大致對應到現今的行政區域如下：
- 前橋市（包括山王町、西善町、中内町、東善町以及山王町一、二丁目的部分）
- 伊勢崎市（不包括境上矢島、境西今井、境三ッ木、境女塚、境米岡、境平塚、境東、境栄、境新栄以及境美原的部分）
- 玉村町（不包括大字八幡原、宇貫、板井的部分）

上述列舉的例外地區在後來成為佐波郡的所屬地。

## 歷史
- 明治29年（1896年）
  - 4月1日，為了實施郡制，合併佐位郡（日语：佐位郡）和那波郡（日语：那波郡）的地區，取兩郡的其中一字成立「佐波郡」。以下共有3個町和13個村為佐波郡所屬：
    - 舊佐位郡（2 町 9 村）：伊勢崎町、三郷村、赤堀村、東村、殖蓮村、茂呂村、采女村、剛志村、境町、島村（現伊勢崎市）
    - 舊那波郡（1 町 4 村）：豊受村、名和村、宮郷村（現伊勢崎市）、玉村町、芝根村（現玉村町）、上陽村（現前橋市、玉村町）

  - 7月15日，郡制正式實施。

- 大正12年（1923年）4月1日，廢除郡會被廢除，但郡公所（郡役所）仍然繼續運作。。
- 大正15年（1926年）7月1日，廢除郡公所。在這之後將以地區區分名稱。
- 昭和15年（1940年）9月13日，伊勢崎町、殖蓮村、茂呂村合併後成立「伊勢崎市」，從佐波郡脫離。（當時記錄佐波郡共 2 町 11 村）
- 昭和17年（1942年）7月1日，「佐波地方事務所」在伊勢崎市設立，並交由伊勢崎市管轄。
- 昭和30年（1955年）開始，佐波郡境內村落編入伊勢崎市，或合併成一村。
  - 1月10日，三郷村被編入伊勢崎市。
  - 3月1日，境町、采女村、剛志村、島村共四村合併後並改為「境町」。
  - 3月25日，豊受村、名和村、宮郷村編入伊勢崎市。
  - 4月20日，玉村町、芝根村合併，並稱為「玉村町」。
- 昭和32年（1957年）
  - 8月1日，玉村町、上陽村以及群馬郡的群南村大字宇貫及八幡原一帶村落合併，稱為玉村町。
  - 10月15日，玉村町被編入群馬郡群南村的大字板井的一部份。
  - 11月1日，境町編入新田郡世良田村的一部分（大字上矢島、西今井、三ッ木、女塚、米岡、平塚、境）。
- 昭和35年（1960年）4月1日，玉村町的一部份區域（大字山王、西善、中内、東善）被編入前橋市的行政區域。
- 昭和61年（1986年）10月1日，赤堀村改制為町，並變為「赤堀町」。
- 平成17年（2005年）1月1日，赤堀町、境町、東村脫離郡制並與伊勢崎市合併，並成為新的伊勢崎市。（1町）